# Chester (Connecticut)
Chester è un comune di 3.832 abitanti degli Stati Uniti d'America, situato nella Contea di Middlesex nello Stato del Connecticut.